# میهای یکم
میخاییل اول به رومانیایی میهای اول (به رومانیایی:Mihai I؛ متولد ۲۵ اکتبر ۱۹۲۱ – مرگ ۵ دسامبر ۲۰۱۷) آخرین شاه رومانی بود.
او از ۲۰ ژوئیه ۱۹۲۷ تا ۸ ژوئن ۱۹۳۰ و بار دیگر از ۶ سپتامبر ۱۹۴۰ تا ۳۰ دسامبر ۱۹۴۷ میلادی یعنی تا زمانی که با فشار حزب کمونیست رومانی مجبور به استعفا و تسلیم به ارتش شوروی شد، سلطنت کرد.
او در سال ۱۹۴۴ دست به کودتایی زد که باعث شد رومانی از طرفداری از نازی‌ها دست بکشد و به متفقین ملحق شود و بیشتر به خاطر همین کودتا در یادها مانده‌است.
در پی انقلاب رومانی و سقوط نیکلاس چائوشسکو در سال ۱۹۸۹، وی سعی کرد از رومانی دیدن کند، اما پلیس مانع ورود او شد. پادشاه میخائیل به رومانی برای مذاکره در مورد عضویت در اتحادیه اروپا و ناتو کمک کرد.
او علاوه بر این که بازمانده و سرسلسله اصلی دودمان پادشاهی رومانی بود، شاهزاده خاندان هوهن‌زولرن تا ۱۰ مه ۲۰۱۱ بود اما در آن زمان از این مقامش صرف‌نظر کرد.
او نبیره ملکه ویکتوریا می‌باشد و همچنین ارتباط خویشاوندی با ملکه الیزابت دوم، فرمانروای بریتانیا داشت. در ضمن، به همراه سیمئون زاکسن-کبورگ و گوتا و دالای لاما تنها فرمانروایان به جای مانده از جنگ جهانی دوم بود.

## درگذشت
میخاییل اول، آخرین شاه رومانی، که در ۲ مارس ۲۰۱۶ مبتلا به سرطان خون شده بود، پس از یک دوره طولانی مبارزه با بیماری در ۵ دسامبر ۲۰۱۷ در سن ۹۶ سالگی درگذشت.

## خانواده
میخاییل و همسرش آن دارای پنج دختر بودند:
- مارگارت (متولد ۱۹۴۹)
- النا (متولد ۱۹۵۰)
- ایرینا (متولد ۱۹۵۳)
- سوفیا (متولد ۱۹۵۷)
- ماریا (متولد ۱۹۶۴)